# ラニー・ポッフォ
ラニー・ポッフォ（Lanny Mark Poffo、1954年12月28日 - 2023年2月2日）は、アメリカ合衆国のプロレスラー。イリノイ州ダウナーズ・グローブ出身（生誕地はカナダ・アルバータ州カルガリー）。
"マッチョマン" ランディ・サベージの実弟であり、ザ・ジニアス（The Genius）を名乗りヒールのマネージャーとしても活動した。

## 来歴
プロレスラーである父親アンジェロ・ポッフォのトレーニングを受け、1973年にNWA圏でデビュー。デトロイト、アラバマ、テネシーを転戦し、1975年1月にアンジェロとの親子タッグでボボ・ブラジル&フレッド・カリーからデトロイト版のNWA世界タッグ王座を奪取。1978年1月14日にはテネシーのNWAミッドアメリカ地区にてペッツ・ワトレーと組み、ジプシー・ジョー&リロイ・ロチェスターを破りミッドアメリカ・タッグ王座を獲得している。
その後、アンジェロが旗揚げしたケンタッキー州レキシントンのインディー団体ICW（International Championship Wrestling）に参画。1978年5月にICW世界ヘビー級王座の初代チャンピオンに認定され、以降1982年にかけて、兄のランディ・サベージを相手に世界王座を巡る抗争劇を繰り広げた。
ICW崩壊後の1984年からは古巣のテネシーに戻り、ジェリー・ジャレットとジェリー・ローラーが主宰するメンフィスのCWAに参戦。父アンジェロをマネージャーに、兄ランディとのコンビでヒールとして活動し、リッキー・モートンとロバート・ギブソンのロックンロール・エクスプレスとも抗争を展開した。なお、CWAでは西洋騎士のプレートアーマーをコスチュームに使用していた。

### WWF時代
1985年、ランディ・サベージの後に続いてWWFに移籍。WWFでは両者が兄弟であることは公表されず、"リーピング" ラニー・ポッフォ（"Leaping" Lanny Poffo）のリングネームでベビーフェイスとして活動する。リング上で自作のポエムを朗読するというギミックで売り出されたものの、ミッドカードで負け役を務めるジョバーのポジションを脱せず、WWFのトップスターとなって活躍していた兄とは対照的に、地味な役割を担い続けた。
1989年4月、ザ・ジニアス（The Genius）を名乗ってヒールターンし、ミスター・パーフェクトのプレイング・マネージャーを担当。アカデミック・キャップとガウンをコスチュームとした嫌味な頭脳派ヒールとなり、トレードマークだった詩の朗読も、ベビーフェイス勢をこき下ろして観客の怒りを煽るというスタイルに変更。同年10月31日収録の『サタデー・ナイト・メイン・イベント』ではWWF世界ヘビー級王者ハルク・ホーガンとシングルマッチで対戦し、ミスター・パーフェクトの援護でカウントアウト勝ちを収めるなど、WWF参戦4年目にしてようやくスポットライトを浴びることに成功した。11月25日にはカリフォルニア州サンバーナーディーノでのハウス・ショーにて、アルティメット・ウォリアーが保持していたインターコンチネンタル・ヘビー級王座に挑戦。翌1990年1月21日開催の『ロイヤルランブル』ではホーガンの弟分ブルータス・ビーフケーキとのシングル戦が組まれ、レスラーとしては最初で最後のPPV出場も果たしている。
1991年からはボウ（ウェイン・ブルーム）とブレイク（マイク・イーノス）のビバリー・ブラザーズのマネージャーとなり、タッグマッチ戦線に進出。ザ・ロッカーズ（マーティ・ジャネッティ&ショーン・マイケルズ）、ナスティ・ボーイズ（ブライアン・ノッブス&ジェリー・サッグス）、スタイナー・ブラザーズ（リック・スタイナー&スコット・スタイナー）などのチームとの抗争を指揮したが、WWF世界タッグ王座を奪取させるには至らなかった。

### WWF以降
1992年の『サバイバー・シリーズ』を最後にWWFを離脱。インディー団体を転戦後、1995年にWCWと契約したが、1999年の契約満了まで、ショーにはほとんど出場することがなかった。髪をブロンドに染めて「ゴージャス・ジョージ」に変身し、ランディ・サベージのマネージャーになるという案もあったが頓挫、ジョージ役は最終的に、当時のサベージのガールフレンドだったステファニー・ベラーズが演じている。
セミリタイア後もインディー団体へのスポット出場を続け、2007年8月23日にカナダのオンタリオ州オタワで行われたリユニオン・イベント "SuperEx Showdown" ではカマラと対戦。2010年4月10日にはペンシルベニア州のIWC（International Wrestling Cartel）にてココ・B・ウェアとのレジェンド対決が行われた。
WWF時代のギミックの通り、彼は実際に詩作の才能を有しており、嫌煙をテーマにした子供向けの詩集 "Limericks from the Heart (and Lungs!) " を2004年に発表している。
2015年3月28日、ランディ・サベージのWWE殿堂入りにおいて、2011年に死去したサベージに代わって式典に出席。かつてのギミックそのままに、兄の功績や思い出をポエムにして読み上げた。
2023年2月2日、友人だったジム・ドゥガンのTwitter上で訃報が伝えられた。68歳没。

## 得意技
- Honor Roll（ダイビング・セントーン）[1]
- ムーンサルト
- サンセット・フリップ
- トペ・コン・ヒーロ

## 獲得タイトル
NWAビッグタイム・レスリング
- NWA世界タッグ王座（デトロイト版）：2回（w / アンジェロ・ポッフォ、クリス・コルト）[3]

サウスイースタン・チャンピオンシップ・レスリング
- NWAガルフ・コースト・タッグ王座：1回（w / ランディ・ポッフォ）[19]

NWAミッドアメリカ
- NWAミッドアメリカ・ヘビー級王座：1回[20]
- NWAミッドアメリカ・タッグ王座：2回（w / ペッツ・ワトレー、ボビー・イートン）[4]

アトランティック・グランプリ・レスリング
- AGPWインターナショナル・ヘビー級王座：2回[21]

インターナショナル・チャンピオンシップ・レスリング
- ICW世界ヘビー級王座：4回[5]
- ICWサウスイースタン・ヘビー級王座：1回
- ICW USタッグ王座：4回（w / ジョージ・ワインゲロフ×3、マイク・ドゲンドルフ）